# Helge Mortensen
Helge Mortensen, född 9 maj 1941 i Fraugde, är en dansk socialdemokratisk politiker. Han var transportminister och sedermera kommunikationsminister i Poul Nyrup Rasmussens första regering 1993-1994. Han är far till politikern Kim Mortensen.

## Bakgrund
Helge Mortensen gick på Stenstrup Friskole 1948-1955 och lämnade skolan efter sjunde klass. Han arbetade därefter på ett lantbruk på Fyn 1955-1957, som portier 1957-1960, som telemontör på Jydsk Telefon i Vejle och Århus 1961-1979 och därefter som folkhögskollärare på Esbjerg Højskole sedan 1979. Han var fackligt engagerad som ordförande av Jydsk Teleteknikerforbund 1971-1979, styrelseledamot i Centralorganisationen for Telefonstanden i Danmark 1972-1978 samt som fackligt ombud och ledamot i det verkställande utskottet för telebolaget Jydsk Telefon 1973-1979. Han var ordförande av Arbejderbevægelsens Medieselskab i Esbjerg 1983-1990. Samtidigt som han blev telemontör började han engagera sig i Socialdemokratiet och var ordförande i Danmarks Socialdemokratiske Ungdom (DSU) i Vejle 1962-1965 och i Lilla Bälts distrikt 1965-1968. Han var även ledamot i förbundets styrelse och verkställande utskott 1965-1968 och lokal partiordförande för Socialdemokratiet i Vejle 1968-1972.
Mortensen var även ordförande i Ungdommens Fællesråd i Vejle 1968-1972 och ordförande i Vejle kommuns fritidsnämnd 1970-1974.

## Rikspolitiker
Mortensen blev invald i Folketinget för Esbjergs valkrets 1984. I samband med att Poul Nyrup Rasmussen bildade sin fyrpartiregering i februari 1993 utsågs Mortensen till transportminister. Det var från början tänkt att Ritt Bjerregaard skulle beträda posten, men hon tackade nej. Mortensen lade fram trafikplanen Trafik 2005, som hade utarbetats 1992-1993 på uppdrag av Folketinget. I denna plan fanns förslag på att folk skulle utnyttja kollektivtrafiken mer framför den individuella biltrafiken. Under hans ledning omvandlades DSB från att vara ett statligt verk till ett statligt bolag och beslut och planering togs om Öresundsbron. Efter knappt ett år på ministerposten drabbades han av en blodpropp i hjärtat och tilldelades den mindre stressiga befattningen som kommunikationsminister. Efter 1994 års folketingsval utsågs han till statsrevisor, en befattning han innehade till 2006. Därefter satt han i Esbjergs byråd 2006-2009 och gjorde ett misslyckat försök att välta den sittande borgmästaren. För närvarande är han styrelseledamot i Naviair, som kontrollerar flygtrafiken.